# Doyle's Delight
Doyle's Delight é o ponto mais alto de Belize. Está integrado na reserva nacional Cockscomb Range, que faz parte dos Montes Maya, no oeste do país.
Tem este nome - que significa "encanto de Doyle" - desde 1989 por causa de um relato de Sharon Matola. Faz referência ao autor do livro O mundo perdido (1912) de Arthur Conan Doyle, que contém a frase «Há algo maravilhoso e selvagem num país como este, e somos os homens para o encontrar».
O topónimo "Doyle's Delight" foi aceite oficialmente pelo governo do Belize. Recentemente, há tentativas para passar a designar a montanha como Kaan Witz que na língua maia significa «Montanha do Céu».
A primeira expedição de 2007 foi uma paroximação ao cume. Foram usados helicópteros para chegar ao local pois o sítio é muito remoto. Conhecem-se mais duas expedições em 2007 e 2008, que alcançaram o cume após caminhar e escalar durante oito dias na selva virgem. Os montanhistas destas expedições eram originários da Guatemala, Alemanha, Rússia e Belize.